# Hilma Johanna Osterman
Hilma Johanna Osterman, född 4 februari 1863 i Lund, död 2 april 1949 i Lund, var en svensk konstnär. Hon var dotter till häradshövding John Reinhold Osterman och konstnären Hilma Engeström samt syster till Jenny Osterman. 
Osterman studerade konst för Fredrik Krebs i Lund på 1880-talet samt i Dresden 1882. På grund av en ögonsjukdom var hon under många år förhindrad att utöva sin konst.  
Ostermans produktion består av landskap, genre och stilleben i olja eller akvarell.